# Гофман, Виктор Абрамович
Виктор Абрамович Гофман (1899—1942) — литературовед, лингвист и профессор.

## Биография
Виктор Абрамович Гофман родился в 1899 году. В 1923 году переехал в Петроград. Обучался в Государственном институте истории искусств и на филологическом факультете Ленинградского государственного университета. Проживал по адресу Университетская наб., д. 7/9
Был преподавателем в Институте живого слова.
Изучал проблемы языка художественной литературы. В 1931 год выпустил книгу «Слово оратора (риторика и политика)». В 1936 году вышла вторая книга «Язык литературы: очерки и этюды». В 1936 году была опубликована его статья «Язык драматурга» в журнале «Литературный современник» (№ 10).
В 1932 году участвовал в создании учебника по русской литературе. В 1934 году принимал участие в подготовке собраний сочинений К. Ф. Рылеева, а в 1935 году — сочинений И. А. Крылова. В 1940 году стал профессором кафедры славяно-русской филологии филологического факультета Ленинградского государственного университета.
Евгений Шварц записал в 1955 году:
…в памяти возникла его длинная, чуть сутулая фигура, кучерявые волосы, спокойное и замкнутое выражение худого лица. Боря Бухштаб сказал о нём как-то: «Это звезда среди всех нас». Во всяком случае из специальности своей ведение он считал куда более достойным занятием, чем литературу. Паразитологи вовсе не любят паразитов, а микробиологи — микроорганизмы. И Гофман, как и они, не любил, а только интересовался предметом, который изучал. И смелее, чем любой из его друзей, высказывал это. Те предполагали, что критика и литературоведение такой же раздел литературы, как проза, поэзия, драматургия. Один Гофман, может быть, нечаянно, но признавался в том, что это разные виды сознания, которые сойдутся разве только в бесконечности.
Виктор Абрамович Гофман погиб в январе 1942 г. во время блокады Ленинграда. Место захоронения неизвестно.
Жена — детская писательница Софья Аньоловна Богданович (1901—1986).